# Белангло
Государственный лес Белангло (англ. Belanglo State Forest) — искусственный (посаженный) лес, в основном состоящий из сосны, но с участками местных лесов по краям. Находится в штате Новый Южный Уэльс, Австралия. Общая площадь около 3800 га. Первые деревья вида сосна лучистая были посажены на этом участке в 1919 году. Популярное место отдыха, на расстоянии чуть более часа езды от Сиднея.
В период с сентября 1992 года по ноябрь 1993 года на территории леса были обнаружены тела 7 людей. Виновным в их убийствах был признан дорожный рабочий Айван Милат.
Одна из австралийских компаний организовала проведение туров на территории леса Белангло, в котором Айван Милат прятал своих жертв. Но затем вынуждена была их отменить.